# Sa Bot (huyện)
Sa Bot (tiếng Thái: สระโบสถ์) là một huyện (amphoe) ở phía bắc của tỉnh Lopburi, miền trung Thái Lan.

## Lịch sử
Tiểu huyện (King Amphoe) được lập ngày 5 tháng 6 năm 1981, thông qua việc chia tách 
tambon Sa Bot, Maha Phot và Tha Thung Chang của huyện Khok Samrong. Đơn vị này đã được nâng cấp thành huyện ngày 1 tháng 1 năm 1988.

## Địa lý
Các huyện giáp ranh (từ phía bắc theo chiều kim đồng hồ) là Khok Charoen, Chai Badan, Khok Samrong và Nong Muang.

## Hành chính
Huyện này được chia thành 5 phó huyện (tambon), các đơn vị này lại được chia ra thành 46 làng (muban). Sa Bot là thị trấn (thesaban tambon) và nằm trên toàn bộ tambon Sa Bot. Có 3 Tổ chức hành chính tambon - Sa Bot, Maha Phot và Niyom Chai.
| STT | Name            | Thai name | Số làng | Dân số |  |
| --- | --------------- | --------- | ------- | ------ |  |
| 1.  | Sa Bot          | สระโบสถ์   |         | 7,616  |  |
| 2.  | Maha Phot       | มหาโพธิ    |         | 4.757  |  |
| 3.  | Thung Tha Chang | ทุ่งท่าช้าง   |         | 2.029  |  |
| 4.  | Huai Yai        | ห้วยใหญ่    |         | 1.553  |  |
| 5.  | Niyom Chai      | นิยมชัย     |         | 5.324  |  |